# Takatsu-ku
Takatsu (高津区, Takatsu-ku) est l'un des sept arrondissements de la ville de Kawasaki dans la préfecture de Kanagawa, au Japon. Il est situé au centre de la ville.

Situation de Takatsu-ku dans Kawasaki.

En 2016, sa population est de 228 404 habitants pour une superficie de 16,36 km2, ce qui fait une densité de population de 13 960 hab./km2.

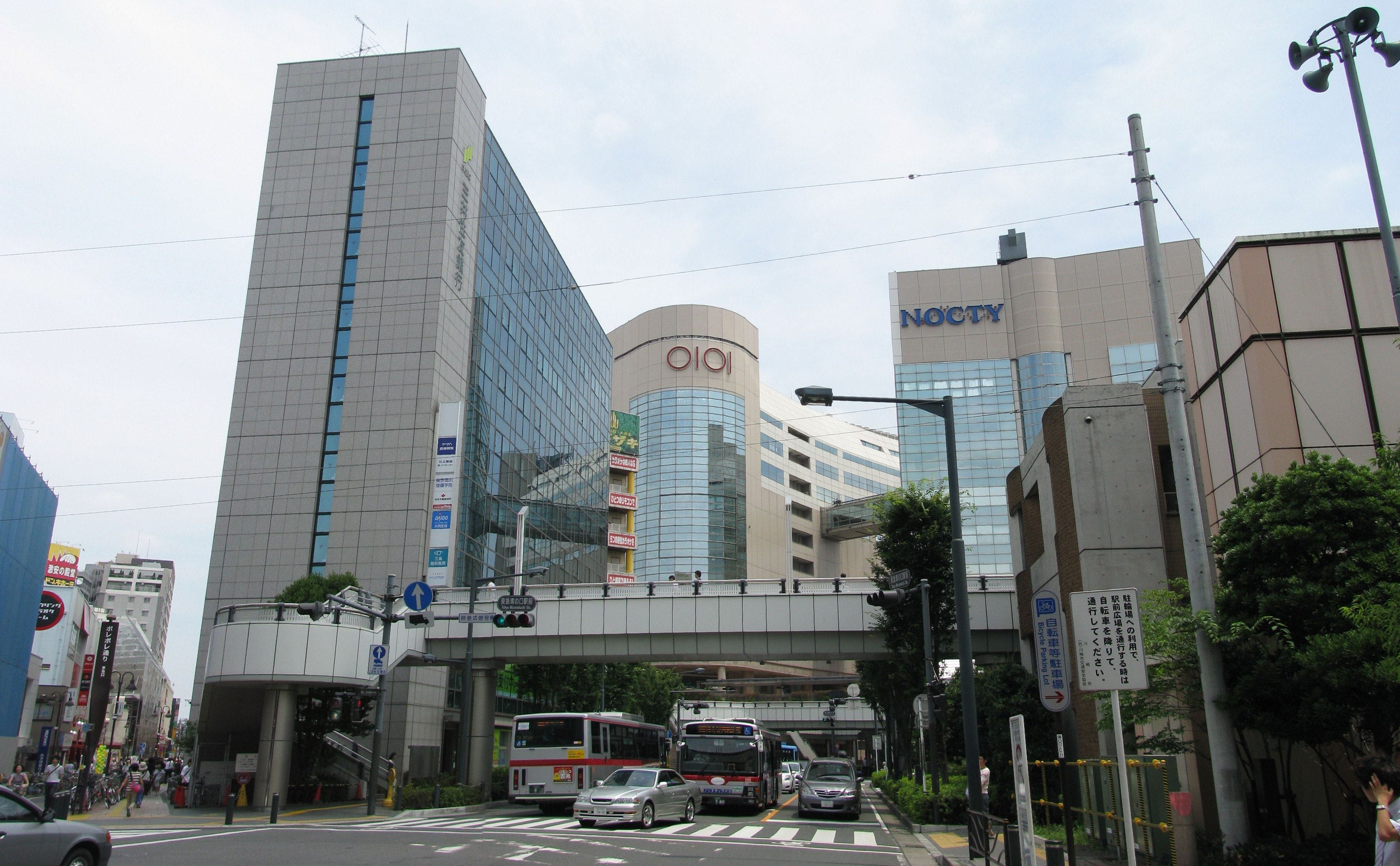
Le quartier de Mizonokuchi à Nakahara-ku.

## Transport publics
L'arrondissement est desservi par plusieurs lignes ferroviaires :
- ligne Nambu de la compagnie JR East,
- lignes Den-en-toshi et Ōimachi de la compagnie Tōkyū.